# Jacques Valier
Jacques Valier, né le 5 mai 1938 à Paris et mort le 10 novembre 2013 à Saint-Jean-de-Luz, est un économiste français.

## Biographie
Il a été professeur à l'université de Paris X - Nanterre de 1968 à 2000 en tant que spécialiste d'histoire de la pensée économique et du sous-développement. Diplômé de l'IEP de Paris en 1959 il devient Docteur d'État en sciences économiques en 1965 et agrégé de sciences économiques en 1966. 
Sa thèse est remarquée et est publiée sous le titre L'inflation rampante dans les pays de capitalisme évolué (1968) ¬- qui reste, selon Luc Cédelle, encore dans les années 2010 un texte de référence.
Il fait ses débuts dans le militantisme à l'Union de la gauche socialiste (UGS), qui sera l'une des formations à l'origine de la création du Parti socialiste unifié (PSU), puis au sein des Comités Vietnam de Base (CVB) opposés à la guerre du Viêt Nam. Il adhère en 1968 à la Ligue communiste. Il reste partie prenante de ce courant trotskiste jusqu'en 1978, avant de se limiter à un militantisme syndical au sein du Syndicat national de l'enseignement supérieur (SNESup).
Il lance dans les années 1970 une revue intitulée  Critique de l'économie politique, « qui connaîtra un grand succès » et sera éditée par Maspéro, puis La Découverte jusqu'en 1986. Par la suite, il participera, de la fin des années 1980 jusqu'en 2003, au GREITD (Groupe de Recherche sur l'État, l'Internationalisation des Techniques et le Développement), structure de recherche pluridisciplinaire, regroupant des chercheurs militants ou anciens militants de plusieurs universités parisiennes et de l'étranger, spécialisé sur le Tiers Monde.
Il a été membre du Conseil d'analyse économique (groupe d'études créé par Lionel Jospin) de 1997 à 2000.
Ses travaux ont eu un large retentissement international, en particulier auprès des chercheurs en Amérique latine et en Afrique.